# George Cathcart

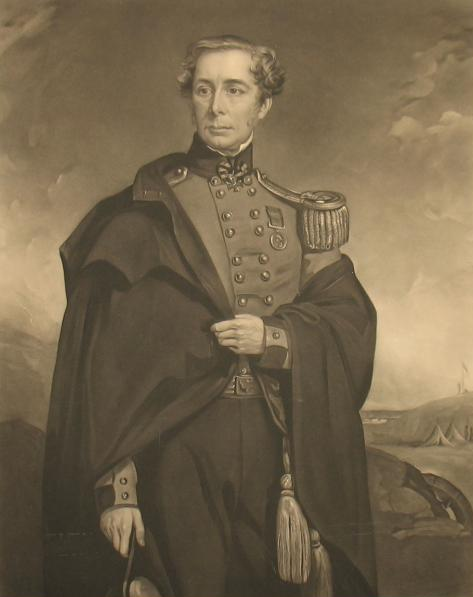
George Cathcart

Hon. Sir George Cathcart, KCB (* 12. Mai 1794 in London; † 5. November 1854 bei Inkerman) war ein britischer General und Gouverneur der Kapkolonie.

## Leben
Cathcart war der vierte Sohn des Generals William Cathcart, 1. Earl Cathcart, aus dessen Ehe mit Elizabeth Elliot. Er wurde am Eton College und an der Universität Edinburgh ausgebildet. 1810 trat er als Offizier der Kavallerie in die britische Armee ein. Er nahm 1813/14 im Hauptquartier der Alliierten an den Befreiungskriegen teil, während sein Vater sich beim Zaren Alexander aufhielt. Über die Geschehnisse verfasste er das Werk Commentaries on the war in Russia and Germany in 1812 and 1813 (London 1850). Nach der Rückkehr Napoléon Bonapartes aus der Verbannung (Herrschaft der Hundert Tage) wurde er dem Stab des Generals Wellington zugeteilt. In diesem nahm er an den Schlachten von Quatre-Bras und Waterloo teil.
Nach dem Ausbruch der Rebellionen von 1837 in Kanada wurde Cathcart mit dem Oberbefehl über die britischen Truppen südlich de Sankt-Lorenz-Stroms betraut. Er unterdrückte den Aufstand und kehrte 1844 nach England zurück. Hier erhielt er den Ehrenposten des Deputy Lieutenant des Tower of London und wurde 1851 in den Rang eines Major-General befördert.
Cathcart war im lokalen Rang eines Lieutenant-General vom 31. März 1852 bis zum 26. Mai 1854 Gouverneur der Kapkolonie. Hier führte er ab 1852 den 8. Kap-Grenzkrieg („Mlanjeni’s War“) gegen die Xhosa an. Darüber verfasste er das Werk Correspondence relative to his military operations in Kaffraria (London 1856). Die südafrikanische Kleinstadt Cathcart ist nach ihm benannt. Am 30. Mai 1853 wurde er als Knight Commander des Order of the Bath ausgezeichnet. Im Dezember 1853 wurde er zum Adjutant-General to the Forces ernannt. Er kehrte im April 1854 nach England zurück.
Der Krimkrieg führte dazu, dass Großbritannien eine Armee nach Osteuropa verlegte. Hier übernahm Cathcart die Führung der 4. Division. Er reiste zum Kriegsschauplatz mit einer Dormant commission. Diese besagte dass er statt Fitzroy Somerset, 1. Baron Raglan den Oberbefehl übernehmen soll wenn diesem etwas zustoßen sollte. Allerdings wurde er von Raglan abgelehnt, der ihn von Stabsbesprechungen ausschloss. Am 13. Oktober 1854 wurde die Dormant commission widerrufen. Cathcart kommandierte die 4. Division in der Schlacht an der Alma und der Schlacht bei Balaklawa. In der Schlacht von Inkerman trug seine Division die Hauptlast des Kampfes und verlor mehr als ein Drittel ihrer Männer. Als Cathcart mit fünfzig Männern des 20th (East Devon) Regiment of Foot einen Hügel hinaufstürmen wollte, wurde er durch einen Herzschuss getroffen. Am 5. Juli 1855 wurde in der London Gazette veröffentlicht, dass er, falls er überlebte hätte, zum Knight Grand Cross des Order of the Bath erhoben worden wäre.
Er hatte 1824 seine Cousine Lady Georgiana Greville († 1871) geheiratet. Mit ihr hatte er sieben Töchter und einen Sohn.